# Branchinotogluma burkensis
Branchinotogluma burkensis är en ringmaskart som beskrevs av Pettibone 1989. Branchinotogluma burkensis ingår i släktet Branchinotogluma och familjen Polynoidae. Inga underarter finns listade i Catalogue of Life.